# 蕭佑然
蕭佑然（1999年12月9日—）是一位臺灣競技體操運動員。

## 個人生涯
自三歲開始學習體操，小學一年級正式加入長春國小體操隊參加訓練，18歲入選2018年亞運代表隊。2019年，10月的世錦賽場，蕭佑然和隊友聯手在團體項目以第八名闖入決賽，最終在決賽排名第六，為隊史首次進入世錦賽男團決賽，也一舉奪得2020年東京奧運團隊參賽資格，為1964年東京奧運後，相隔56年再以成隊形式出賽。他也在鞍馬項目進入決賽，拿下14.733分，以第七名作收。體操隊也在隔年臺灣體育運動精英獎頒獎典禮上獲得最佳運動團隊殊榮，為隊史首次獲獎。
2022年，蕭佑然參加世界盃挑戰賽三站賽事鞍馬項目，分別在法國巴黎站奪得銅牌、匈牙利桑波特哈站奪得銀牌、土耳其梅爾辛站奪得金牌。
2025年，蕭佑然參加體操世界盃德國科特布斯站的鞍馬項目，以14.433分奪得金牌，這是他生涯首次在世界盃等級賽事奪金。

## 外部連結
- 蕭佑然 （页面存档备份，存于）在國際體操總會的頁面（英文）
- 蕭佑然 （页面存档备份，存于）在中華奧林匹克委員會的頁面（繁體中文）
- 蕭佑然的Instagram帳戶